# Na Stráži
Na Stráži je přírodní památka v okrese Český Krumlov. Nachází se v Křemžské kotlině, nad levým břehem Křemžského potoka, na východním okraji obce Brloh, na jižním úbočí vrchu Stráže. Je součástí chráněné krajinné oblasti Blanský les.
Předmětem ochrany je louka na strmé stráni, bohatá lokalita vstavače kukačky - Anacamptis morio (jeho populace čítá asi 400 exemplářů) a dalších druhů. Typickými druhy zdejších teplomilných acidofilních společenstev jsou ovsíř pýřitý (Avenula pubescens), devaterník velkokvětý tmavý (Helianthemum grandiflorum), bika ladní (Luzula campestris), smolnička obecná (Lychnis viscaria), lomikámen zrnatý (Saxifraga granulata), řepík lékařský (Agrimonia eupatoria), chrpa čekánek (Centaurea scabiosa), mochna stříbrná (Potentilla argentea), pupava bezlodyžná (Carlina acaulis), kručinka barvířská (Genista tinctoria), kručinka německá (Genista germanica), klinopád obecný (Clinopodium vulgare), mateřídouška vejčitá (Thymus pulegioides), světlík lékařský (Euphrasia officinalis), vítod obecný (Polygala vulgaris) atd.